# أويانتا هومالا
أويانتا هومالا تاسو مويسيس (بالإسبانية: Ollanta Moisés Humala Tasso)‏ (من مواليد 26 يونيو 1962) هو سياسي بيروفي ورئيس البيرو حاليا. شغل هومالا سابقا منصب ضابط في الجيش ،أسس سنة 2005 الحزب الوطني البيروفي وخسر الانتخابات الرئاسية في عام 2006 ولكنه فاز في انتخابات الرئاسة سنة 2011 في الجولة الثانية على منافسته كيكو فوجيموري.

## مسيرته
ولد في مدينة أياكوشو، والده المحامي اسحاق هومالا، مفكر اشتراكي، أعطى لأولاده السبعة أسماء من حضارة الإنكا، أوونطا أو أولانتا يعني «المحارب المسدد عليه». دخل هومالا في جيش بيرو سنة 1982، وحصل على رتبة ملازم كولونيل، في عام 1992 حارب في الصراع الداخلي الذي عرفته البلاد ضد فصيل الجيش الماوي الدرب المضيء، وهناك شهادات تورط هومالا، المعروف آنذاك بلقبه العسكري الكابتن كارلوس، في مجازر عامي 1991 و1992. وبعد ثلاث سنوات شارك في حرب سينيبا ضد الإكوادور. قاد هومالا في أكتوبر 2000، بمساعدة شقيقه أونطارو، تمرد عسكري فاشل إلى جانب 39 جندي في جنوب مدينة تاكنا في ثكنة أمازونية ضد الرئيس ألبرتو فوجيموري، في نفس اليوم الذي هرب فيه فلاديمير مونتيزينوس، رئيس الاستخبارات فوجيموري، وتم العفو عنه من قبل الكونغرس في بيرو بعد سقوط نظام فوجيموري.
عيّن ملحقاً عسكرياً في سفارة فرنسا، ثم كوريا بين 2002 و2003 خلال ولاية الرئيس توليدو. انتقل إلى التقاعد بعد محاولة انقلابية جديدة قام بها شقيقه أونطارو عام 2004، تنصل من تلك المحاولة وبدأ مسيرة جديدة للوصول إلى منصب رئيس البلاد.

### الرئاسة
رشح نفسه لرئاسة البلاد وشارك في الانتخابات الرئاسية سنة 2011، حيث ليّن صورته وبرنامجه مستلهماً من تجربة لولا دا سيلفا وحملته الفائزة، وحاول الابتعاد قدر المستطاع من تجربة تشافيز في فنزويلا، مستعملا شعار التغيير الكبير بدل الثورة الشاملة،
سانده في الجولة الأخيرة من الانتخابات كل من جائزة نوبل ماريو بارغاس يوسا، الذي وصف سابقا تنافس كيكو فوجيموري وهومالا بأنه اختيار بين "الإيدز والسرطان في مرحلة متأخرة"، ومع ذلك اتجه للمشاركة في حملة هومالا الانتخابية قبل جولة الإعادة لاعتباره الشر الأقل ضررا، والرئيس السابق اليخاندرو توليدو مانريك الذي خرج منهزما من الجولة الأولى.

## روابط خارجية
- أويانتا هومالا على موقع الموسوعة البريطانية (الإنجليزية)
- أويانتا هومالا على موقع مونزينجر (الألمانية)